# Отель «Les Trois Rois»
Отель «Les Trois Rois» (с фр. — Отель «Три Короля») — один из старейших отелей Швейцарии, класса люкс, непосредственно на берегу Рейна у Среднего моста города Базель.

## История
Иногда название отеля переводят как Отель Трех Царей (Королей). Название указывает на трех волхвов — царей Востока, согласно Евангелию, принесших дары младенцу Иисусу. Однако, по преданию, в его истории были и случаи, когда в нём встречались три европейских короля.
Первые сведения об этом отеле датируются 1681 годом: о нём говорится как о «господском постоялом дворе и гостинице У Трех Царей» (Herrenherberge und Gasthof zu den drei Königen).
К середине XIX в. это было трехэтажное здание XVI века, возвышающееся над более поздними бессистемными пристройками. Новая эпоха требовала изменений: среди постояльцев особы голубых кровей перестали играть главенствующую роль, но значительно выросло число деловых поездок буржуазии. Излишняя роскошь обстановки вызывала нарекания скромных базельцев.
Нынешний вид здание приобрело в 1844 после капитальной перестройки в стиле Прекрасной эпохи (фр. Belle Époque) по плану архитектора Амадея Мериана, создавшего решение на грани между роскошью, прочно ассоциировавшейся с отелем, и сдержанностью, заданной вкусами горожан. Для расширения площадей отеля владельцам потребовалось приобрести стоящее рядом здание банка.
Через 160 лет отель вновь требовал капитального ремонта. Томас Штрауманн, крупный промышленник, купил Trois Rois в 2004 у группы Richemont и принял решение восстановить с максимальной точностью состояние 1844 г. Воссоздание исторического облика отеля было первоочередной задачей, поставленной новыми владельцами, Т. Штрауманном и Урсулой Юнг. При этом не было использовано сноса фрагментов здания: реставраторы снимали с него исторические слои по методу «очистки луковицы». Работая таким образом, в частности, они обнаружили живопись при входе и оригинальные обои. Все это послужило источником для воссоздания вида здания.
20 марта 2006 г. отель открылся заново под именем Les Trois Rois (ранее чаще использовалась немецкая версия, так как немецкий — преобладающий в Базеле язык). Новейшие изобретения в области технологии коммуникации и обслуживания были скрыты за историческими стенами, чтобы не нарушать «по-царски» роскошную обстановку. Тысяча подобранных мелочей создают индивидуальность «Les Trois Rois».
Историческое название Drei-König-Weglein сохранил участок набережной к северу от отеля, хотя современная застройка района уже не позволяет войти в отель с этой набережной.

## Упоминания об отеле у классиков
«Из Аугсбурга я отправился через Констанц в Базель, где остановился в самой дорогой гостинице в Швейцарии. Хозяин, Имхофф, оказался перворазрядным хапугой, но его дочери были ко мне весьма радушны, и я развлекался с ними три дня напролет» — Джакомо Казанова, 12 июня 1760 г.
«Комната оказалась узкой, мебель — старая рухлядь, обслуживание дорогое, счёт выше всего, что я знал: тарелка супчика по три франка пятьдесят сантимов. Только вид из окна отличный. Именно из-за него мы здесь остановились» — Ханс Кристиан Андерсен, 29 апреля 1873 г.
«Около 8 часов. Дождь идёт всё время, с нашего прибытия и поселения в гостиницу, где мы взяли чересчур дорогой номер на две персоны. Гостиница очень хорошая — своей ухоженностью она сразу подняла настроение» — Томас Манн, 28 апреля 1933 г.

## О гостях отеля

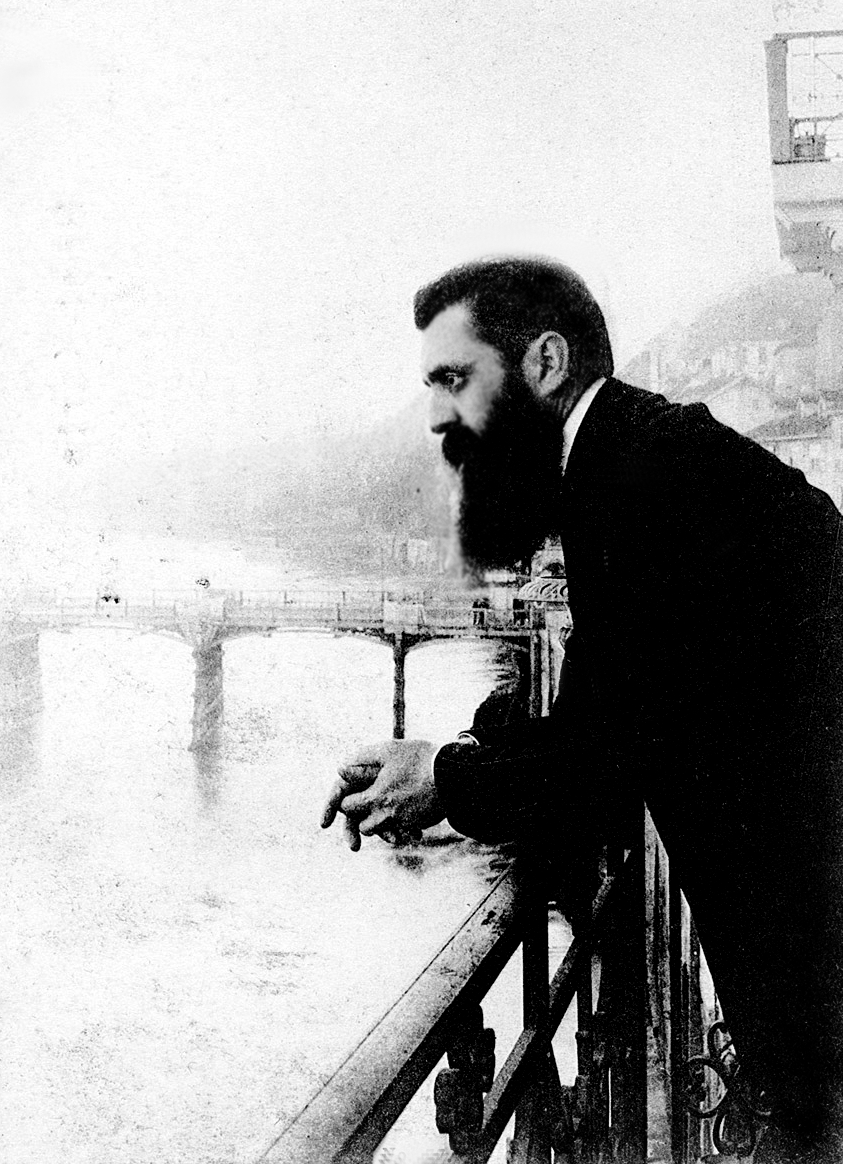
Теодор Герцль в 1901 году на балконе отеля

Среди гостей XVIII века оказался не только Казанова, но и австрийский император Иосиф II. 19 июля 1777 года он прибыл в Базель и остановился в «Трех Царях». По рассказам современников, к его приезду собралось столько любопытных, что «в толкотне сапожник отдавил императору ногу». Среди интеллектуальных лидеров прошлого, останавливавшихся в отеле, упоминаются Вольтер и Гёте.
Лобби отеля не раз служило местом обсуждения нового устройства мира. Здесь некогда, любуясь Рейном, ждал швейцарских сторонников будущий император, а тогда просто генерал Наполеон Бонапарт.
Здесь архитектор-визионер государства Израиль, Теодор Герцль располагался во время Сионистских Конгрессов в Базеле, и его фотография на балконе отеля в 1901 г. стала одной из исторических визитных карточек отеля.
В XX веке отель видел и других значительных гостей — среди них Пабло Пикассо и английская королева Елизавета II.